# سورتوبه
سورتوبه (به قزاقی: Сортобе، سورتوبه‌}} یک منطقهٔ مسکونی در قزاقستان است که در شهرستان قوردای واقع شده‌است. سورتوبه ۲۹٬۰۰۰ نفر جمعیت دارد و ۷۶۸ متر بالاتر از سطح دریا واقع شده‌است.